# 33241 Jeanmedas
33241 Jeanmedas è un asteroide della fascia principale. Scoperto nel 1998, presenta un'orbita caratterizzata da un semiasse maggiore pari a 3,044800 UA e da un'eccentricità di 0,046219, inclinata di 4,499981° rispetto all'eclittica. Ha un diametro di 8,107 km.